# La Passió de Callosa de Segura
La Passió de Callosa de Segura és una obra religiosa sobre la passió i mort de Jesucrist. Es representa des de 1969 en la ciutat de Callosa de Segura, al Baix Segura (País Valencià), així com en nombroses localitats del voltant.

## L'obra
La Passió de Callosa de Segura és obra de tres autors callosins i consisteix d'un compendi dels evangelis en un 90% de la seva literalitat i està reconegut per la Societat General d'Autors d'Espanya i per la Conferència Episcopal Espanyola. El text està adaptat en el seu conjunt per al seu desenvolupament teatral en un escenari durant més de dues hores i mitja de durada. Tot i que compta amb antecedents històrics als anys 30 i als 50 del segle xx, el format actual es representa des de l'any 1969.
Consta de tretze quadres escènics: 
- I Elecció dels Apòstols
- II Simó, el Fariseu
- III La Samaritana
- IV Diumenge de Rams
- V Últim Sopar
- VI Oració de l'Hort
- VII Negacions de Pere
- VIII Jesús davant Pilat
- IX Jesús condemnat a mort
- X Carrer de l'Amargor
- XI La Crucifixió i la Baixada
- XII Desesperació de Judes
- XIII La Resurrecció

## Associació

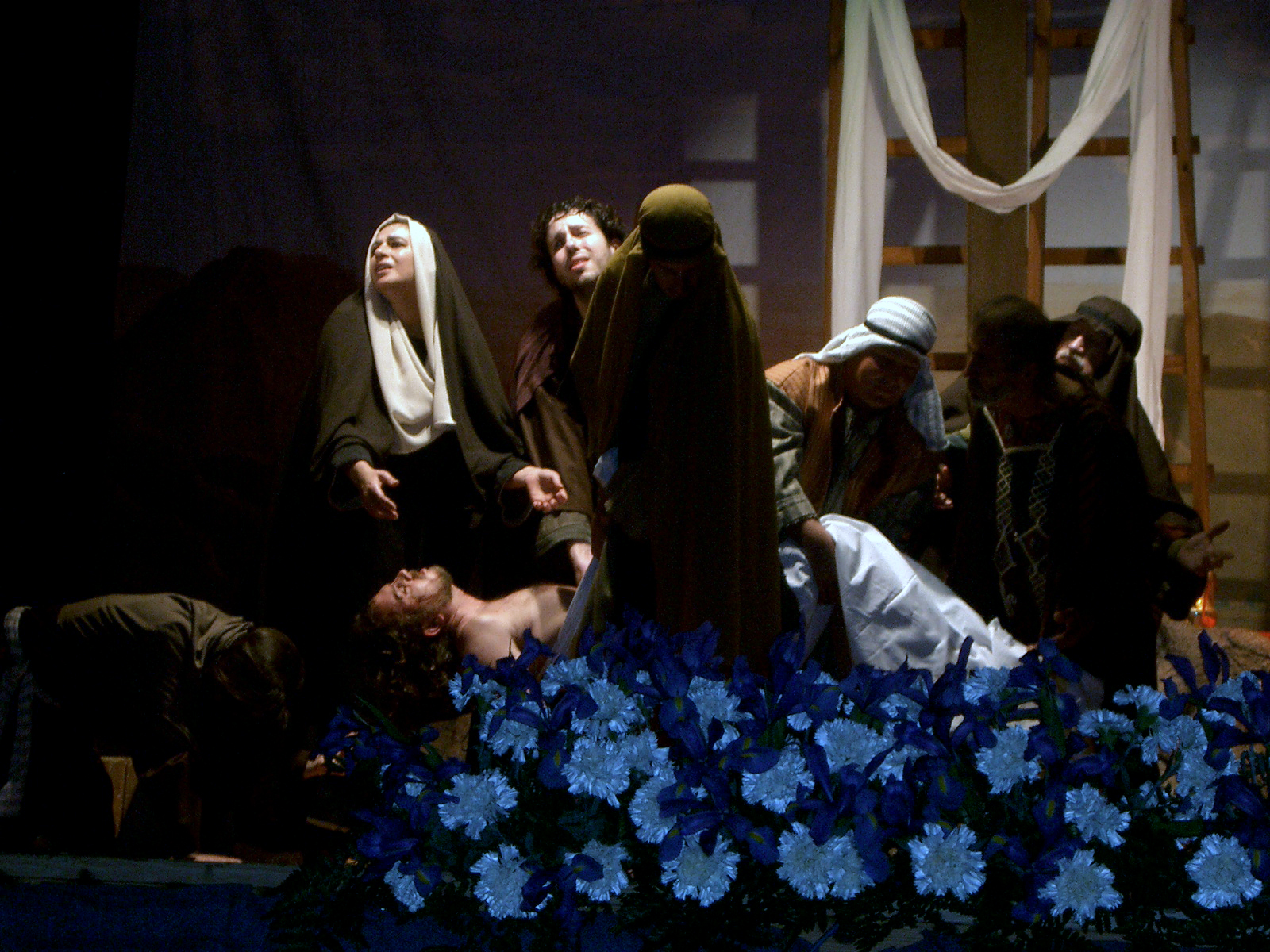
Representació de la Passió de Callosa de Segura.

L'Associació Amics de Jesús de Nazareth es va fundar en l'any 1991 amb l'objectiu de representar anualment la seva obra La Passió de Callosa de Segura. Des del seu naixement, el col·lectiu va ser dirigit per Carmen García Sorribes fins a la seva defunció en 2002. Va ser substituïda per l'actual director de l'associació, Héctor Gutiérrez Torregrosa.
Amb el suport de la Diputació Provincial d'Alacant i l'Ajuntament de Callosa de Segura, l'Associació realitza una gira anual que consta d'entre cinc i deu actuacions i que coincideix amb la quaresma.